# Ferdinand Domela Nieuwenhuis

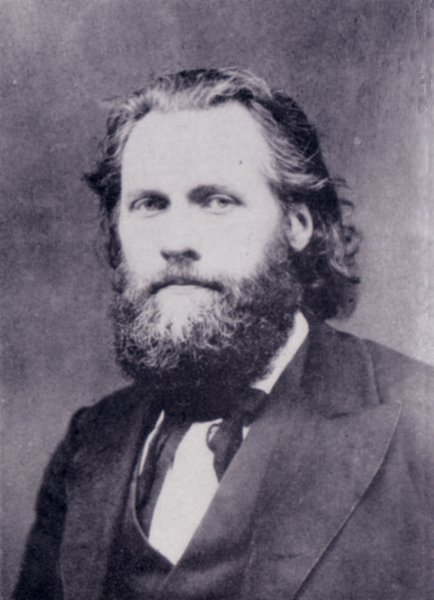
Ferdinand Domela Nieuwenhuis

Ferdinand Domela Nieuwenhuis, född 31 december 1846 i Amsterdam, död 18 november 1919, var en nederländsk socialist, anarkist, ateist, antimilitarist, vegetarian och nykterist. 
Ferdinand Nieuwenhuis var son till den lärde teologen Ferdinand Jacobus Nieuwenhuis och Henriette Frances Berry.
Familjen antog mellannamnet Domela 1859. Nieuwenhuis följde i faderns fotspår. Efter avslutade teologiska studier verkade han som evangelisk-luthersk predikant i olika holländska städer. Efter att tre gånger om ha blivit änkeman förlorade han sin barnatro och slutade predika 1879. Nieuwenhuis blev istället en av förgrundsgestalterna inom den framväxande socialistiska rörelsen och var 1881 med om att bilda Socialdemokratiska Förbundet (SDB), en socialistisk rörelse uppbyggd av olika lokala gräsrotsrörelser. Under Nieuwenhuis dynamiska ledarskap arbetade man med opinionsbildning, strejker och andra kampmetoder och växte sig allt starkare. 1887 dömdes Nieuwenhuis till ett års fängelse för att ha förolämpat kungahuset i en tidningsartikel.
1888 valdes han in i underhuset som den förste socialistiske parlamentarikern i Nederländerna. Under sin tid där blev Nieuwenhuis mer och mer besviken på parlamentarismen och kom att bli anarkist. 1891 beslutade han och SDB att inte ställa upp för omval.
Förbundets ställningstagande väckte dock intern opposition och de som ville fortsätta på den parlamentariska vägen bildade 1894 det reformistiska Socialdemokratiska arbetare-partiet under ledning av Pieter Jelles Troelstra.
Samma år förklarades SDB olagligt vilket dock inte hindrade Nieuwenhuis att oförtrutet fortsätta sin publicistiska och agitatoriska verksamhet i olika sociala frågor som låg honom varmt om hjärtat. 
Han gick med i och olika organisationer startade själv nya, som han var aktiv i fram till sin död.